# 小野朝之
小野 朝之（おの ともゆき）は、戦国時代の武将。遠江国引佐郡井伊谷の人。

## 人物
遠江国引佐郡井伊谷を治める井伊氏の家老を務めた小野氏の一族、小野朝直の子。小野政直の孫。小野道好の甥。家康に万福の名を与えられ、小姓となった。元服後に朝之と名付けられた。井伊直政に従って多くの合戦で戦う。直政の彦根藩主就任後、彦根藩へ出仕した。
朝之の孫・古豊は直政の長男・直勝の藩・安中藩の家老を勤めた。安中藩にいた井伊家が与板藩に移った後、子孫の小野七郎左衛門が家老として出仕しており、『井伊家伝記』を作り上げることに関わった。

## 登場する作品
- おんな城主 直虎（2017年、NHK大河ドラマ、演：井之脇海〈幼年期：佐藤一和 / 少年期：荒井雄斗〉）